# As-Sajda
As-Sajda (língua árabe: سورة السجدة) A Prostração, culto, Adoração é a trigésima segunda sura do Alcorão com 30 ayats.